# Список річок Еквадору
Річки Еквадору є важливою частиною географії та економіки країни. Територія країни має понад 2000 річок і струмків , більшість з яких починаються в  Андах, по яких проходить вододіл між басейнами Тихого та Атлантичного океанів. Більшість річок у верхній течії вузькі, але розширюються у нижніх частинах долини. Під час сезону дощів з січня по квітень, річки Тихого океану розливаються та часто через це завдають шкоди.

## Географія
В Еквадорі є основні річки: Есмеральдас на півночі та Гуаяс на півдні. 
Есмеральдас має праву притоку Гвайябамба в Сьєррі, тече зі сходу на захід, в її гирлі розташовано місто Есмеральдас.
Річка Ґуаяс утворюється на північ від найбільшого міста Еквадору Гуаякіль, де зливаються два притоки Дауле та Бабахойо.  Басейн Гуаяс займає 40 000 км2. 
Найважливіші річки регіону Орієнте - Пастаса, Напо і Путумайо. На річці Пастаса розташовано найвищий в Еквадорі водоспад Агоян.

## Економіка
До прибуття європейців корінне населення Еквадору використовувало річки для риболовлі та транспортування, хоча пороги та водоспади обмежували просування у верхній течії. Гориста територія ускладнювала будівництво доріг і залізниць, тому річки країни довго залишалися важливим транспортним засобом.
У 20 столітті на річках Еквадору почали будувати гідроелектростанції. 
Рекреаційний рафтинг по річках став важливою частиною економіки Еквадору, яка інтенсивно розвиває туризм.

## Річки
Цей список упорядковано за річковими басейнами, з позначками приток річок поруч з головною річкою.

### Атлантичний океан
- Річка Путумайо
  - Річка Сан-Мігель
- Річка Напо
  - Річка Курарай
    - Річка Кононако

  - Річка Агуаріко
    - Річка Куябено

  - Річка Ясуні
  - Річка Тіпутіні
  - Річка Кока
  - Річка Пайаміно
- Річка Мараньон (Перу)
  - Річка Тигре
    - Річка Корріентес
    - Річка Конамбо
    - Річка Пінтояку

  - Річка Пастаза
    - Річка Уасага
    - Річка Бобоназа
    - Річка Палора
    - Річка Чамбо
    - Річка Амбато
      - Річка Кутучі
        - Річка Алакес

    - Річка Себадас

  - Річка Морона
    - Річка Кангайме
      - Річка Макума

  - Річка Сантьяго
    - Річка Яапі
    - Річка Упано
      - Річка Пауте
        - Річка Матадеро або Куенка
          - Річка Мачангара
          - Річка Томебамба
          - Річка Таркі
          - Річка Янункай

    - Річка Самора

  - Річка Чінчіпе

### Тихий океан
- Річка Карчі
- Річка Міра
  - Річка Сан-Хуан
  - Річка Чота
- Річка Каяпас 
  - Річка Сантьяго
  - Річка Онзоле
- Річка Есмеральдас
  - Річка Гвайябамба
    - Річка Мачангара

  - Річка Бланко 
    - Річка Тоачі

  - Річка Квінінде
- Річка Муйсне
- Річка Кодзімієс
  - Річка Маше
- Річка Коак
- Річка Джама
- Річка Чоне 
  - Річка Каррізал
- Річка Портов'єхо
- Річка Джіпіджапа
- Річка Гуаяс
  - Річка Таура
  - Річка Дауле 
    - Річка Пула
    - Річка Магро або Педро Карбо
    - Річка Колімес 
      - Річка Бокерон

    - Річка Пука
    - Річка Конго

  - Річка Бабахойо
    - Річка Ягуачі 
      - Річка Мілагро
      - Річка Чімбо
      - Річка Чанчан

    - Річка Вінцес 
      - Річка Паленке

    - Річка Катарама 
      - Річка Запотал

    - Річка Сан-Пабло
- Річка Каньяр
- Річка Балао
- Річка Джубонес
- Річка Аренільяс
- Річка Зарумілла
- Річка Тумбес 
  - Річка Пуянго
- Річка Чира 
  - Річка Катамайо
    - Річка Кальва